# Gerhard Grenz
Gerhard Grenz (* 19. November 1930 in Hamburg; † 24. April 2015) war Theologe, Pfarrer, Religionspädagoge und Kirchenliedautor.
Grenz war Pfarrer in verschiedenen Gemeinden und im übergemeindlichen diakonischen Dienst, seit 1983 wirkte er als Religionspädagoge in Kassel.
Gemeinsam mit Friedrich Karl Barth und Peter Horst verfasste er 1973 die Agende „Gottesdienst menschlich“.
Gerhard Grenz ist Mitautor des Kirchenliedes Kind du bist uns anvertraut (in verschiedenen Regionalteilen des Evangelischen Gesangbuchs enthalten).